# Pterolophia variantennalis
Pterolophia variantennalis là một loài bọ cánh cứng trong họ Cerambycidae.